# ヴァルター・ゲリッケ
ヴァルター・ゲリッケ（Walter Gericke、1907年12月23日 - 1991年10月19日）は、ドイツの軍人。第二次世界大戦ではドイツ国防軍空軍の降下猟兵部隊を率い、戦後はドイツ連邦軍陸軍に参加した。最終階級は大佐（国防軍）、少将（連邦軍）。

## 経歴
1907年、ガンダースハイム・ビルターラーヘに生まれる。1929年には警察官となり、1935年まで務めた。1935年8月31日に警察中尉として退職し、その1か月後に新設された空軍へ中尉として入隊した。当初は「ゲーリング将軍」連隊に配属された。第二次世界大戦勃発時には、第7航空師団第1降下猟兵連隊第4中隊の中隊長を務めていた。
以後、ヴァルター・ゲリッケは降下猟兵将校として各地を転戦し、クレタ島の戦い、アンツィオの戦い、モンテ・カッシーノの戦いなどに参加した。
大戦末期、オランダ＝北ドイツ戦線にて第21降下猟兵師団の指揮官となる。同師団は完全に編成されないまま戦線に投入されていた。1945年5月8日、敗戦を迎えると共にオルデンブルク・ファーレルにてイギリス軍に投降し、捕虜となる。その後、イギリス占領区域にてイギリス軍の元でいくつかの仕事を行い、民間人としての身分保証を受けた。1946年11月9日には釈放されたものの、イギリス当局の支援を拒み、イギリス占領区域には戻らなかった。1947年6月、アメリカ占領区域のアルスフェルトへの移住許可を得る。アルスフェルトには戦中にシュテンダールから避難していた彼の妻と2人の子供が住んでいた。移住後は繊維工場で働いた。1952年、市議会議員に選出される。1956年、陸軍大佐としてドイツ連邦軍に復帰。彼は空挺・空輸学校の設立にも関わった。1961年9月12日、准将に昇進。1962年10月1日、第1空挺師団長に就任。1963年9月25日、少将に昇進。

## 受勲
- 鉄十字章
  - 二級鉄十字章（1940年4月10日）
  - 一級鉄十字章（1940年5月12日）
- 「クレタ」 カフバンド
- 金ドイツ十字章（1943年9月15日）
- 柏葉・剣付騎士鉄十字章
  - 騎士鉄十字章（1941年6月14日）
  - 柏葉 第585号（1944年9月17日）
- 国防軍軍報（Wehrmachtbericht）（1944年6月10日）
- ドイツ連邦共和国功労勲章（1965年3月25日）